# Enrique Alberto Higuera Barrera
José Heliades María Higuera Barrera (Saboyá, 23 de junio de 1906-Bogotá, 4 de marzo de 1976), más conocido por su nombre religioso Enrique Alberto, fue un sacerdote católico colombiano, miembro de la Orden de los Predicadores y cofundador de las Dominicas Hijas de Nuestra Señora de Nazareth. Es considerado siervo de Dios en la Iglesia católica.

## Biografía
José Heliades María Higuera Barrera nació el 23 de junio de 1906, en Saboyá, en el departamento de Boyacá (Colombia), siendo el primogénito del matrimonio entre José Francisco Higuera Granados y Mercedes Barrera Monsalve. Tras cursar los estudios elementales en su pueblo natal, ingresó al colegio Jesús María en Chiquinquirá y luego a la Escuela Apostólica. Ingresó a la Orden de los Predicadores, tomó el hábito el 29 de septiembre de 1924, cambiando su nombre por Enrique Alberto. Al terminar el noviciado, hizo su profesión religiosa el 2 de octubre de 1925. De 1927 a 1929 estudia la filosofía y la teología en la Angelicum de Roma. El 7 de marzo de 1930 profesa sus votos solemnes.
Higuera fue ordenado sacerdote el 26 de septiembre de 1937, en la Nuciatura Apostólica en Bogotá y es destinado a la comunidad de Bogotá. Allí destaca por su labor como confesor y director espiritual. Conoció a Sara Alvarado Pontón, a quien ayudó con la organización e institución de la Obra de Nazareth, que más tarde dará inicio a la Congregación de las Dominicas de Nuestra Señora de Nazareth. En 1960, por su devoción a la Virgen María, inicia un movimiento compuesto por religiosas devotas a la Madre de Jesús, con el nombre de Religiosas de María. El 2 de enero de 1969, Higuera se traslada al noviciado de las dominicas de Nazareth en Bogotá, en donde muere el 4 de marzo de 1976. Fue sepultado en el cementerio de Bosa. El 31 de mayo de 2008, sus restos fueron trasladados a la casa general de las dominicas de Nazareth, donde reposan en el oratorio de la comunidad.

## Proceso de beatificación
El nihil obstat para introducir el proceso informativo para la causa de beatificación y canonización de Enrique Alberto Higuera Barrera fue conferido en 2013, en la arquidiócesis de Bogotá, por el cardenal arzobispo Pedro Rubiano Sáenz, a petición de la Congregación de las Dominicas Hijas de Nuestra Señora de Nazareth, por lo cual, en la Iglesia católica recibe el título de siervo de Dios.